# Моффетт
Гора Моффетт (англ. Mount Moffett) — стратовулкан на острові Адак (Алеутські острови, шт. Аляска, США). Вкритий шапкою льодовиків, вулкан складений базальтами та андезитами. Був названий на честь американського адмірала Вілліама Едгера Моффета у 1936 році.